# Lista de presidentes da Argentina
Esta é a lista dos presidentes da Argentina (oficialmente: Presidente da Nação Argentina) desde 1826 até os dias atuais. O Presidente é o chefe de Estado e de governo da República Argentina, além de ser também o comandante em chefe das forças armadas da Argentina. O atual presidente é Javier Milei, do Partido Libertário, que tomou posse em 10 de dezembro de 2023, logo após ganhar as eleições presidenciais de 2023.
O cargo presidencial na Argentina foi utilizado pela primeira vez em 1826, quando Bernardino Rivadavia foi eleito pelo congresso como presidente das Províncias Unidas do Rio da Prata, um estado antecessor do moderno país. Renunciou pouco mais de um ano depois, seguido de um governo interino de Vicente López y Planes e que por sua vez foi seguido pela extinção do cargo com a fundação de um governo descentralizado no país, a Confederação Argentina. Não houve presidentes de um país unificado, sendo o país governado por governadores de suas respectivas províncias que deviam lealdade ao Estado de Buenos Aires. Permaneceu assim até 1853, quando o general Justo José de Urquiza restaurou o cargo, ainda mantendo um governo descentralizado, porém menos federativo até 1861, com a instauração da República Argentina, que se mantém até hoje.
Entre presidentes, ditadores e governos provisórios, a Argentina teve desde 1827 um total de 51 chefes de estado que utilizaram o título de Presidente da Nação Argentina. O que mais passou tempo no cargo foi Julio Argentino Roca que utilizou o título por 12 anos de forma não consecutiva, entre 1880 a 1886 e de 1898 a 1904. Entretanto o que mais tempo obteve o cargo foi Carlos Menem, que governou por 10 anos entre 1989 e 1999. Em contrapartida, o presidente oficial que menos governou foi Adolfo Rodríguez de Saá durante 7 dias em 2001. Porém o general Arturo Rawson, que liderou o golpe de 1943 governou interinamente por 3 dias, não sendo considerado um presidente de fato.
Desde 1983 o presidente é eleito por voto direto e universal, sendo Rául Alfonsin o primeiro desde o fim da ditadura (1976-1983). O chefe de estado e de governo detém poderes executivos e cerimoniais, sendo também o principal representante do país no exterior e o maior símbolo da unidade e da democracia no país, ainda que em alguns momentos da história argentina não tenha sido assim.
Segue-se a lista de presidentes oficiais e não oficiais da Argentina, contando além do nome, um retrato do incumbente, o período na qual governou, seu partido e seu(s) vice-presidente(s).

## Presidentes da República Argentina (1826–presente)
| Nº                                             | Presidente                                    | Retrato                                       | Mandato (duração do mandato)                                       | Partido                                       | Eleição                                       | Vice-presidente(s)                            | Notas                                         |
| Províncias Unidas do Rio da Prata (1810-1831)  | Províncias Unidas do Rio da Prata (1810-1831) | Províncias Unidas do Rio da Prata (1810-1831) | Províncias Unidas do Rio da Prata (1810-1831)                      | Províncias Unidas do Rio da Prata (1810-1831) | Províncias Unidas do Rio da Prata (1810-1831) | Províncias Unidas do Rio da Prata (1810-1831) | Províncias Unidas do Rio da Prata (1810-1831) |
| ---------------------------------------------- | --------------------------------------------- | --------------------------------------------- | ------------------------------------------------------------------ | --------------------------------------------- | --------------------------------------------- | --------------------------------------------- | --------------------------------------------- |
| 1                                              | Bernardino Rivadavia                          |                                               | 8 de fevereiro de 1826 ― 27 de junho de 1827 (1 ano e 139 dias)    | Partido Unitário                              | 1826                                          | nenhum                                        | [ nota 1 ]                                    |
| ―                                              | Vicente López y Planes                        |                                               | 7 de julho de 1827 ― 18 de agosto de 1827 (42 dias)                | Partido Unitário                              | -                                             | nenhum                                        | [ nota 2 ]                                    |
| Confederação Argentina (1831-1861)             |                                               |                                               |                                                                    |                                               |                                               |                                               |                                               |
| ―                                              | Justo José de Urquiza                         |                                               | 5 de março de 1854 ― 5 de março de 1860 (6 anos)                   | Partido Federal                               | 1854                                          | Salvador María del Carril                     | [ nota 3 ]                                    |
| 2                                              | Santiago Derqui                               |                                               | 5 de março de 1860 ― 5 de novembro de 1861 (1 ano e 245 dias)      | Partido Federal                               | 1860                                          | Juan Esteban Pedernera                        | [ nota 4 ]                                    |
| 3                                              | Juan Esteban Pedernera                        |                                               | 5 de novembro de 1861 ― 12 de dezembro de 1861 (37 dias)           | Partido Federal                               | -                                             | nenhum                                        |                                               |
| ―                                              | Bartolomé Mitre                               |                                               | 12 de dezembro de 1861 ― 12 de outubro de 1862 (363 dias)          | nenhum                                        | -                                             | nenhum                                        |                                               |
| República Argentina (1861 - 1955)              |                                               |                                               |                                                                    |                                               |                                               |                                               |                                               |
| 4                                              | Bartolomé Mitre                               |                                               | 12 de outubro de 1862 ― 12 de outubro de 1868 (6 anos)             | Partido Liberal                               | 1862                                          | Marco Paz                                     |                                               |
| 5                                              | Domingo Faustino Sarmiento                    |                                               | 12 de outubro de 1868 ― 12 de outubro de 1874 (6 anos)             | nenhum                                        | 1868                                          | Adolfo Alsina                                 |                                               |
| 6                                              | Nicolás Avellaneda                            |                                               | 12 de outubro de 1874 ― 12 de outubro de 1880 (6 anos)             | PAN                                           | 1874                                          | Mariano Acosta                                |                                               |
| 7                                              | Julio Argentino Roca                          |                                               | 12 de outubro de 1880 ― 12 de outubro de 1886 (6 anos)             | PAN                                           | 1880                                          | Francisco Bernabé Madero                      |                                               |
| 8                                              | Miguel Juárez Celman                          |                                               | 12 de outubro de 1886 ― 6 de agosto de 1890 (3 anos e 298 dias)    | PAN                                           | 1886                                          | Carlos Pellegrini                             |                                               |
| 9                                              | Carlos Pellegrini                             |                                               | 6 de agosto de 1890 ― 12 de outubro de 1892 (2 anos e 67 dias)     | PAN                                           | -                                             | nenhum                                        |                                               |
| 10                                             | Luis Sáenz Peña                               |                                               | 12 de outubro de 1892 ― 23 de janeiro de 1895 (2 anos e 103 dias)  | PAN                                           | 1892                                          | José Evaristo Uriburu                         |                                               |
| 11                                             | José Evaristo Uriburu                         |                                               | 23 de janeiro de 1895 ― 12 de outubro de 1898 (3 anos e 262 dias)  | PAN                                           | -                                             | nenhum                                        |                                               |
| 12                                             | Julio Argentino Roca                          |                                               | 12 de outubro de 1898 ― 12 de outubro de 1904 (6 anos)             | PAN                                           | 1898                                          | Norbeto Quirno Costa                          |                                               |
| 13                                             | Manuel Quintana                               |                                               | 12 de outubro de 1904 ― 12 de março de 1906 (1 ano e 151 dias)     | PAN                                           | 1904                                          | José Figueroa Alcorta                         |                                               |
| 14                                             | José Figueroa Alcorta                         |                                               | 12 de março de 1906 ― 12 de outubro de 1910 (4 anos e 214 dias)    | PAN                                           | -                                             | nenhum                                        |                                               |
| 15                                             | Roque Sáenz Peña                              |                                               | 12 de outubro de 1910 ― 9 de agosto de 1914 (3 anos e 240 dias)    | PAN                                           | 1910                                          | Victorino de la Plaza                         |                                               |
| 16                                             | Victorino de la Plaza                         |                                               | 9 de agosto de 1914 ― 12 de outubro de 1916 (2 anos e 64 dias)     | PAN                                           | -                                             | nenhum                                        |                                               |
| 17                                             | Hipólito Yrigoyen                             |                                               | 12 de outubro de 1916 ― 12 de outubro de 1922 (6 anos)             | UCR                                           | 1916                                          | Pelagio Luna                                  |                                               |
| 18                                             | Marcelo Torcuato de Alvear                    |                                               | 12 de outubro de 1922 ― 12 de outubro de 1928 (6 anos)             | UCR                                           | 1922                                          | Elpidio González                              |                                               |
| 19                                             | Hipólito Yrigoyen                             |                                               | 12 de outubro de 1928 ― 6 de setembro de 1930 (1 ano e 329 dias)   | UCR                                           | 1928                                          | Enrique Martínez                              |                                               |
| 20                                             | José Félix Uriburu                            |                                               | 6 de setembro de 1930 ― 20 de fevereiro de 1932 (1 ano e 167 dias) | nenhum                                        | Golpe de Estado 1930                          | Enrique Santamarina                           |                                               |
| 21                                             | Agustín Pedro Justo                           |                                               | 20 de fevereiro de 1932 ― 20 de fevereiro de 1938 (6 anos)         | UCRA (Concordância)                           | 1931                                          | Julio Argentino Pascual Roca                  |                                               |
| 22                                             | Roberto Marcelino Ortiz                       |                                               | 20 de fevereiro de 1938 ― 27 de junho de 1942 (4 anos e 127 dias)  | UCRA (Condordância)                           | 1937                                          | Ramón S. Castillo                             |                                               |
| 23                                             | Ramón Castillo                                |                                               | 27 de junho de 1942 ― 4 de junho de 1943 (342 dias)                | Partido Nacional Democrático (Condordância)   | -                                             | nenhum                                        |                                               |
| ―                                              | Arturo Rawson                                 |                                               | 4 de junho de 1943 ― 7 de junho de 1943 (3 dias)                   | nenhum                                        | Revolução de 43                               | nenhum                                        |                                               |
| 24                                             | Pedro Pablo Ramírez                           |                                               | 7 de junho de 1943 ― 25 de fevereiro de 1944 (266 dias)            | nenhum                                        | -                                             | Sabá H. Sueyro Edelmiro Julián Farrell        |                                               |
| 25                                             | Edelmiro Julián Farrel                        |                                               | 25 de fevereiro de 1944 ― 4 de junho de 1946 (2 anos e 99 dias)    | nenhum                                        | -                                             | Juan Domingo Perón Juan Pistarini             |                                               |
| Período Peronista (1946-1955)                  |                                               |                                               |                                                                    |                                               |                                               |                                               |                                               |
| 26                                             | Juan Domingo Perón                            |                                               | 4 de junho de 1946 ― 21 de setembro de 1955 (9 anos e 109 dias)    | Partido Trabalhista PJ                        | 1946 1951                                     | Juan Hortencio Quijano Alberto Tessaire       |                                               |
| Fim Do Governo De Perón (1955-1966)            |                                               |                                               |                                                                    |                                               |                                               |                                               |                                               |
| 27                                             | Eduardo Lonardi                               |                                               | 23 de setembro de 1955 ― 13 de novembro de 1955 (51 dias)          | nenhum                                        | Revolução Libertadora                         | Isaac Francisco Rojas                         |                                               |
| 28                                             | Pedro Eugenio Aramburu                        |                                               | 13 de novembro de 1955 ― 1 de maio de 1958 (2 anos e 169 dias)     | nenhum                                        | -                                             | Isaac Francisco Rojas                         |                                               |
| 29                                             | Arturo Frondizi                               |                                               | 1 de maio de 1958 ― 29 de março de 1962 (3 anos e 332 dias)        | UCR                                           | 1958                                          | Alejandro Gómez                               |                                               |
| 30                                             | José María Guido                              |                                               | 29 de março de 1962 ― 12 de outubro de 1963 (1 ano e 197 dias)     | UCR                                           | -                                             | nenhum                                        |                                               |
| 31                                             | Arturo Umberto Illia                          |                                               | 12 de outubro de 1963 ― 28 de junho de 1966 (2 anos e 259 dias)    | UCR                                           | 1963                                          | Carlos H. Perrete                             |                                               |
| Ditadura Militar Argentina (1966-1973)         |                                               |                                               |                                                                    |                                               |                                               |                                               |                                               |
| 32                                             | Juan Carlos Onganía                           |                                               | 29 de junho de 1966 ― 8 de junho de 1970 (3 anos e 344 dias)       | nenhum                                        | -                                             | nenhum                                        |                                               |
| 33                                             | Roberto Marcelo Levingston                    |                                               | 8 de junho de 1970 ― 22 de março de 1971 (287 dias)                | nenhum                                        | -                                             | nenhum                                        |                                               |
| 34                                             | Alejandro Agustín Lanusse                     |                                               | 28 de março de 1971 ― 25 de maio de 1973 (2 anos e 58 dias)        | nenhum                                        | -                                             | nenhum                                        |                                               |
| 35                                             | Héctor José Cámpora                           |                                               | 25 de maio de 1973 ― 13 de julho de 1973 (49 dias)                 | PJ (FREJULI)                                  | Março de 1973                                 | Vicente Solano Lima                           |                                               |
| 36                                             | Raúl Alberto Lastiri                          |                                               | 13 de julho de 1973 ― 12 de outubro de 1973 (91 dias)              | PJ (FREJULI)                                  | -                                             | nenhum                                        |                                               |
| Retorno à Democracia (1973-1976)               |                                               |                                               |                                                                    |                                               |                                               |                                               |                                               |
| 37                                             | Juan Domingo Perón                            |                                               | 12 de outubro de 1973 ― 1 de julho de 1974 (262 dias)              | PJ (FREJULI)                                  | Setembro de 1973                              | María Estela Martínez de Perón                |                                               |
| 38                                             | María Estela Martínez de Perón                |                                               | 1 de julho de 1974 ― 24 de março de 1976 (1 ano e 267 dias)        | PJ (FREJULI)                                  | -                                             | nenhum                                        | [ nota 5 ] [ nota 6 ]                         |
| Processo de Reorganização Nacional (1976-1983) |                                               |                                               |                                                                    |                                               |                                               |                                               |                                               |
| 39                                             | Jorge Rafael Videla                           |                                               | 29 de março de 1976 ― 29 de março de 1981 (5 anos)                 | nenhum                                        | Golpe de Estado 1976                          | nenhum                                        |                                               |
| 40                                             | Roberto Eduardo Viola                         |                                               | 29 de março de 1981 ― 11 de dezembro de 1981 (257 dias)            | nenhum                                        | -                                             | nenhum                                        |                                               |
| ―                                              | Carlos Alberto Lacoste                        |                                               | 11 de dezembro de 1981 ― 22 de dezembro de 1981 (11 dias)          | nenhum                                        | -                                             | nenhum                                        |                                               |
| 41                                             | Leopoldo Fortunato Galtieri                   |                                               | 22 de dezembro de 1981 ― 18 de junho de 1982 (189 dias)            | nenhum                                        | -                                             | nenhum                                        |                                               |
| ―                                              | Alfredo Oscar Saint-Jean                      |                                               | 18 de junho de 1982 ― 1 de julho de 1982 (14 dias)                 | nenhum                                        | -                                             | nenhum                                        |                                               |
| 42                                             | Reynaldo Bignone                              |                                               | 1 de julho de 1982 ― 10 de dezembro de 1983 (1 ano e 162 dias)     | nenhum                                        | -                                             | nenhum                                        |                                               |
| Retorno à Democracia (1983-Atual)              |                                               |                                               |                                                                    |                                               |                                               |                                               |                                               |
| 43                                             | Raúl Alfonsín                                 |                                               | 10 de dezembro de 1983 ― 8 de julho de 1989 (5 anos e 210 dias)    | UCR                                           | 1983                                          | Víctor Martínez                               |                                               |
| 44                                             | Carlos Menem                                  |                                               | 8 de julho de 1989 ― 10 de dezembro de 1999 (10 anos e 155 dias)   | PJ                                            | 1989 1995                                     | Eduardo Duhalde Carlos Ruckauf                |                                               |
| 45                                             | Fernando de la Rúa                            |                                               | 10 de dezembro de 1999 ― 21 de dezembro de 2001 (2 anos e 11 dias) | UCR                                           | 1999                                          | Carlos Álvarez                                |                                               |
| ―                                              | Ramón Puerta                                  |                                               | 21 de dezembro de 2001 ― 23 de dezembro de 2001 (2 dias)           | PJ                                            | -                                             | nenhum                                        | [ nota 7 ]                                    |
| 46                                             | Adolfo Rodríguez Saá                          |                                               | 23 de dezembro de 2001 ― 30 de dezembro de 2001 (7 dias)           | PJ                                            | -                                             | nenhum                                        | [ nota 8 ]                                    |
| ―                                              | Eduardo Camaño                                |                                               | 30 de dezembro de 2001 ― 2 de janeiro de 2002 (3 dias)             | PJ                                            | -                                             | nenhum                                        | [ nota 9 ]                                    |
| 47                                             | Eduardo Duhalde                               |                                               | 2 de janeiro de 2002 ― 25 de maio de 2003 (1 ano e 143 dias)       | PJ                                            | -                                             | nenhum                                        | [ nota 10 ]                                   |
| 48                                             | Néstor Kirchner                               |                                               | 25 de maio de 2003 ― 10 de dezembro de 2007 (4 anos e 199 dias)    | PJ (Frente para a Vitória)                    | 2003                                          | Daniel Scioli                                 |                                               |
| 49                                             | Cristina Fernández de Kirchner                |                                               | 10 de dezembro de 2007 ― 10 de dezembro de 2015 (8 anos)           | PJ (Frente para a Vitória)                    | 2007 2011                                     | Julio Cobos Amado Boudou                      |                                               |
| 50                                             | Mauricio Macri                                |                                               | 10 de dezembro de 2015 ― 10 de dezembro de 2019 (4 anos)           | PRO (Cambiemos)                               | 2015                                          | Gabriela Michetti                             |                                               |
| 51                                             | Alberto Fernández                             |                                               | 10 de dezembro de 2019 ― 10 de dezembro de 2023 (4 anos)           | PJ (Frente de Todos)                          | 2019                                          | Cristina Fernández de Kirchner                |                                               |
| 52                                             | Javier Milei                                  |                                               | 10 de dezembro de 2023 ― atualidade (1 ano e 204 dias)             | PL (A Liberdade Avança)                       | 2023                                          | Victoria Villarruel                           |                                               |